# André Félibien

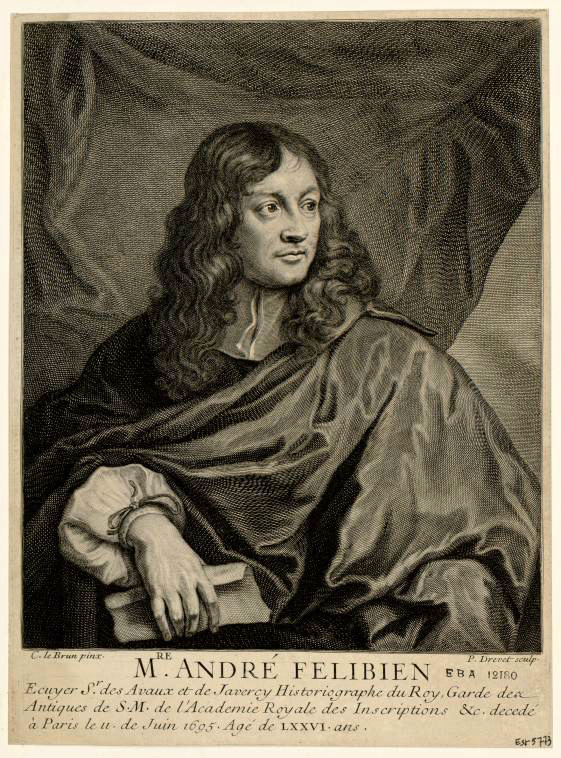
Portretgravure door Pierre Drevet naar een schilderij door Charles Le Brun

André Félibien, heer van Les Avaux en Javercy (Chartres, mei 1619 – Parijs, 11 juni 1695) was een Frans kunsthistoricus en hofhistoricus onder koning Lodewijk XIV. Hij was lid van vier academieën. Zijn tiendelige Entretiens zijn een invloedrijke verzameling kunstenaarsbiografieën. Hij stelde ook een theorie op over de hiërarchie van de kunstgenres.

## Leven
Félibien kwam uit Chartres en ging als veertienjarige studeren in Parijs. Hij zocht het gezelschap van de letterkundige kring in het Hôtel de Rambouillet en sloot vriendschap met de protestantse portrettist Louis Du Guernier. In mei 1647 werd hij naar Rome gestuurd als secretaris bij de ambassade van markies François du Val de Fontenay-Mareuil. Tijdens zijn verblijf bestudeerde hij de antieke monumenten en bibliotheekschatten, en legde hij contacten met vooraanstaande personen in de kunstwereld. Hij kon zich presenteren als de Franse vertaler van Barberini's Leven van Pius V.  Tot zijn vrienden in Rome behoorde Nicolas Poussin, die hem raad en schilderlessen gaf.
In 1649 was Félibien terug in Frankrijk. Hij trouwde in zijn geboortestad, maar vestigde zich weer in Parijs. Hij genoot de bescherming van Nicolas Fouquet en verkreeg de positie van Conseiller Secrétaire de la Chambre du Roy. Terwijl hij werkte aan wat zijn Entretiens zou worden, bracht hij in 1660 een boek uit over de antieke schilderkunst. De opdracht van deze Origine de la peinture aan Fouquet kwam ongelukkig, want die viel datzelfde jaar in ongenade. Félibien keerde terug naar Chartres, maar Colbert riep hem terug. Hij werd in 1663 een van de eerste leden van de letterkundige academie. Drie jaar later bezorgde Colbert hem de benoeming tot hofhistoricus van de koning, waarbij een van zijn opdrachten bestond uit het nauwkeurig beschrijven van hoffeesten. In 1671 werd hij aangesteld tot secretaris van de pas opgerichte Académie royale d'architecture, waar hij lezingen gaf, en in 1673 werd hij ook conservator van het oudheidkundig kabinet in het Palais Brion. Zijn Description sommaire (1674) was de officiële gids voor het Kasteel van Versailles. Aan deze functies werd later door Louvois die van plaatsvervangend controleur-generaal van bruggen en wegen toegevoegd. 
Naast zijn officiële taken vond Félibien tijd om te studeren en te schrijven. Het onmiskenbare hoogtepunt van zijn omvangrijke productie zijn de Entretiens sur les vies et sur les ouvrages des plus excellents peintres anciens et modernes. Direct geïnspireerd op Vasari's Le Vite, verschenen de Entretiens per twee delen van 1666 tot 1688. Ze vormden een biografisch naslagwerk met een solide fundering in de opkomende discipline van de kunstkritiek, waarvan zijn meest coherente uiteenzetting te vinden is in zijn Principes de l'architecture, de la sculpture, de la peinture, &c. (1676-1690). Zoals Vasari zich partijdig had getoond voor de Toscanen en Florentijnen, gaven de Entretiens blijk van enig Frans chauvinisme. Een voorbeeld hiervan is het afkraken van Giovanni Bazzi, zonder diens schilderij te vermelden dat mogelijk de inspiratie was geweest voor een meesterwerk van Charles Le Brun (over dit laatste werk, Les Reines de Perse aux pieds d'Alexandre, schreef Félibien een lofrede). Zijn achtste deel over Poussin wordt nog steeds hoog aangeslagen door moderne kenners.
In andere boeken gaf Félibien beschrijvingen van Versailles, van de abdij van La Trappe, en van de schilderijen en standbeelden van de koninklijke residenties. Zijn kunsttheorie publiceerde hij anoniem onder de titel Des principes de l'architecture, de la sculpture, de la peinture (1676). Het nam daarin kritische observaties over uit een ongepubliceerd werk van Charles Alphonse du Fresnoy. Voorts was Félibien redacteur van de lezingen uitgegeven door de Académie royale de peinture et de sculpture (1668). In zijn voorwoord gaf hij een invloedrijke hiërarchie van de schilderkundige genres: (1) historiestuk, (2) portret, (3) genrestuk, (4) landschap, (5) stilleven.
Op religieus vlak vertaalde Félibien El Castillo interior van Theresia van Ávila als Le château intérieur (1670). Zijn devies was Bene facere et vera dicere ("Doe het goede en zeg de waarheid"). Hij overleed in 1695. Zijn dagboeken en notities worden bewaard in de openbare bibliotheek van Chartres.
Félibien liet twee zonen na die ook naam maakten als schrijver: de architect Jean-François Félibien (ca. 1658-1733) en de benedictijn Michel Félibien (ca. 1666-1719), auteur van een geschiedenis van de abdij van Saint-Denis en van een vijfdelige Histoire de l'école de Paris.

## Publicaties
- Paraphrase des lamentations de Jérémie (1644)
- Relation de ce qui s’est passé en Espagne à la disgrâce du comte-duc d’Olivarès (1649)
- De l'origine de la peinture et des plus excellents peintres de l'Antiquité (1660)
- Relation de la fête de Vaux (1661)
- Les Reines de Perse aux pieds d'Alexandre, peinture du Cabinet du roi (1663)
- Entretiens sur les vies et sur les ouvrages des plus excellents peintres anciens et modernes:
  - vol. 1-2, 1666: Préface, Entretiens I (Antiquité), Entretiens II (Italie de Cimabue à Andrea del Sarto)
  - vol. 3-4, 1672: Entretiens III (représentation du corps humain; suite de l'art italien du 16e siècle), Entretiens IV (suite de l'art italien du 16e siècle; Michel-Ange; art hollandais)
  - vol. 5-6, 1679: Entretiens V (la perspective; Le Titien et autres peintres italiens et hollandais) en Entretiens VI (la représentation des émotions et des passions; peintres autour de 1600, les Carrache)
  - vol. 7-8, 1685: Entretiens VII (début du 17e siècle; Rubens) en Entretiens VIII (Poussin)
  - vol. 9-10, 1688: Entretiens IX (milieu du 17e siècle) en Entretiens X (début du règne de Louis XIV)
- Relation de la feste de Versailles du dix-huitième juillet mil six cens soixante huit (1668)
- Le château intérieur ou les demeures de l'âme (1671)
- Description de l'abbaye de la Trappe (1671)
- Description sommaire du Chasteau de Versailles (1674)
- Les Divertissemens de Versailles donnez par le Roy à toute sa Cour au retour de la conqueste de Franche-Comté en l'année M.DC.L.XXIV (1676)
- Des principes de l'architecture, de la sculpture, de la peinture, et des autres arts qui en dépendent (1676)
- Noms des peintres les plus célèbres et les plus connus, anciens & modernes (1679)
- Le Songe de Philomathe (1683)
- Description des tableaux, des statues, etc., des maisons royales (1687)